# BW Magna
BW Magna – плавуча установка з регазифікації та зберігання зрідженого природного газу (Floating storage and regasification unit, FSRU), споруджена для норвезької компанії BW.

## Основні характеристики
Судно створили в 2019 році на південнокорейській верфі компанії Daewoo Shipbuilding & Marine Engineering’s (DSME) у Кодже. На етапі спорудження первісно планувалось назвати його BW Courage, проте після спуску установку охрестили як BW Magna.
Розміщена на борту регазифікаційна установка здатна видавати 28 млн м3 на добу, а зберігання ЗПГ відбувається у резервуарах загальним об’ємом 173 400 м3. За необхідності, судно може використовуватись як звичайний ЗПГ-танкер.

## Служба судна
Першим завданням судна стала робота на бразильському терміналі Аче у відповідності до укладеного на 23 роки фрахту. В січні 2020-го BW Magna прибуло до узбережжя Бразилії, проте лише у червні змогло увійти до порту та зайняти місце біля причальних потужностей терміналу. Наприкінці грудня 2020-го установка прийняла перший вантаж ЗПГ.
Перед відбуттям до Бразилії BW Magna пройшла модернізацію на верфі Sembcorp Marine Admiralty у Сінгапурі, де, зокрема, отримала обладнання для подачі морської води для теплоелектростанцій, які зводять в комплексі з імпортним терміналом Аче (першою стане до ладу ТЕС GNA I).